# Jörg Zander
Jörg Zander (Ratingen, 15 de Fevereiro de 1964) é um engenheiro e projetista de carro alemão. Projetou monopostos para várias equipes de Fórmula 1, como Toyota, British American Racing (BAR), Williams, BMW Sauber, Honda, Brawn GP e Sauber. Ficou famoso ao projetar o BGP 001, carro da Brawn GP que dominou grande parte da temporada de 2009 de Fórmula 1.

## Carreira
Zander se graduou na Universidade de Colônia em 1990 antes de se juntar à Toyota. Após um período trabalhando em carros de turismo, retornou à Toyota para trabalhar no projeto da montadora para entrar na Fórmula 1, e em 2003 foi para a equipe BAR também da Fórmula 1.
Em setembro de 2005, Zander foi contratado pela equipe Williams para substituir o recém saído designer chefe Gavin Fisher, que foi demitido devido aos péssimos resultados da equipe durante o mundial daquele ano. Zander trabalhou ao lado do chefe de aerodinâmica Loïc Bigois, sob a supervisão do diretor técnico Sam Michael.
Em março de 2006, Zander deixou a equipe Williams por razões pessoas, e imediatamente foi contratado pela BMW Sauber como designer chefe, encarregado pelo diretor técnico Willy Rampf.
Em julho de 2007, foi anunciado que ele aceitou trabalhar na equipe Honda. Zander foi imediatamente suspenso e, em seguida, se juntou à Honda. Zander continuou em sua função com a equipe Brawn GP, após o management buy-out, em março de 2009, da Honda F1, mas deixou o time em 19 de junho de 2009. Depois de deixar a Brawn GP, Zander estabeleceu uma empresa de engenharia automotiva chamada JZ Engineering. Em outubro de 2011, Zander estava em discussões com a equipe de HRT F1 Team para se tornar seu diretor técnico, mas as negociações fracassaram completamente.
Zander ingressou na Audi Sport em 2015 como chefe de tecnologia, e inicialmente trabalhou com a equipe de carros esportivos. Em 7 de novembro de 2016, a Sauber anunciou a contratação de Jörg Zander como seu diretor técnico. Em 3 de maio de 2018, a Sauber divulgou que Zander havia saído da equipe.